# Kanton Aigre
Kanton Aigre (fr. Canton d'Aigre) je francouzský kanton v departementu Charente v regionu Poitou-Charentes. Skládá se z 15 obcí.

## Obce kantonu
- Aigre
- Barbezières
- Bessé
- Charmé
- Ébréon
- Fouqueure
- Les Gours
- Ligné
- Lupsault
- Oradour
- Ranville-Breuillaud
- Saint-Fraigne
- Tusson
- Verdille
- Villejésus